# Povl Anker (Schiff)
Die Povl Anker ist eine RoPax-Fähre der Reederei Bornholmslinjen, die den Hafen von Rønne auf Bornholm abwechselnd mit den Häfen von Ystad, Køge und Sassnitz verbindet. Benannt ist das Schiff nach Povl Hansen Anker, einem Bornholmer Freiheitskämpfer von 1658.

## Geschichte
Im November 1976 wurden von Bornholmstrafikken zwei baugleiche Fähren bei der Aalborg Værft A/S in Auftrag gegeben. Als erstes Schiff wurde am 17. Dezember 1978 die Povl Anker in Dienst gestellt und danach auf den Routen Kopenhagen ↔ Rønne ↔ Ystad eingesetzt. Das Schwesterschiff, die Jens Kofoed, verkehrte von 1979 bis 2005 auf den gleichen Routen.
In den Jahren 2000/2001 wurde das Schiff umgebaut, u. a. auf der Gdańska Stocznia „Remontowa“ in Danzig, und ab dem 29. November 2001 wieder auf den Routen Kopenhagen ↔ Rønne ↔ Ystad eingesetzt. Kopenhagen wurde am 1. Oktober 2004 durch den verkehrsgünstigeren Fährhafen von Køge ersetzt.
Mit Inbetriebnahme der neu in Dienst gestellten RoPax-Fähren Hammerodde und Dueodde wurde die Povl Anker ab dem 1. Mai 2005 nur noch als Ersatzfähre und in Spitzenzeiten nach Bornholm eingesetzt. Nach dem vorzeitigen Verkauf der unpopulären Dueodde verkehrt die Povl Anker seit dem 10. Oktober 2010 wieder fahrplanmäßig nach Bornholm.
Nachdem BornholmerFærgen die Neuausschreibung des Verkehrsvertrages für die Bedienung der Fährverbindungen nach Bornholm 2017 an die Molslinjen verloren hatte, wurde die Povl Anker im April 2017 an Molslinjen verkauft und von BornholmerFærgen bis zum Ende des laufenden Vertrages zurückgechartert. Seit dem 1. September 2018 fährt das Schiff für Bornholmslinjen, ein Tochterunternehmen von Molslinjen. Die Povl Anker wurde von September bis Oktober 2020 technisch überholt, modernisiert und renoviert und erhielt dabei die Bornholmslinjen-Lackierung.

## Ausstattung
- Deck 3: Unteres Fahrzeugdeck für Lastkraftwagen, Busse und hohe Kraftfahrzeuge
- Deck 4: Oberes Fahrzeugdeck für Personenkraftwagen und andere flache Fahrzeuge
- Deck 5: Kabinendeck mit Kabinen und Information
- Deck 6: Salondeck mit Bordrestaurant, Bistro, Supermarkt und Arkade mit Sitzplätzen
- Deck 7: Bootsdeck mit Front- und Achtersalon und Luxuskabinen
- Deck 8: Brückendeck mit Kommandobrücke und Salon mit Kombikojen

## Zwischenfälle
Am 25. Dezember 1989 kollidierte die Povl Anker auf der Reise von Rønne nach Kopenhagen mit dem Leuchtturm Blenheim Fyr südlich von Falsterbo. Das Schiff wurde danach auf einer Werft in Landskrona repariert.
Ebenfalls auf der Reise von Rønne nach Kopenhagen kollidierte die Fähre am 16. Januar 1997 mit dem Frachter Cesis. Die großen Schäden im Bugbereich wurden auf der Frederica Værft behoben.